# 王瑶卿
王瑶卿（1881年—1954年），名瑞臻，字稚庭，号菊痴，艺名瑶卿，斋名古瑁轩，晚年改作瑶青，原籍江苏清江浦，生于北京，清末民国京剧旦角演员、戏曲教育家。其弟王凤卿。

## 生平
1881年（清光绪七年）生於北京宛平县。早年居住东城区椿树胡同，后迁至韩家潭（今韩家胡同），最后定居宣武区大马神庙28号（今培英胡同20号）。九岁开蒙学青衣，兼习刀馬旦，十岁丧父，在三庆班从崇富贵学武旦，十二歲從著名京劇教師謝雙壽學花旦戲，後向張芷荃學青衣戲，向杜蝶雲學刀馬旦戲，後又向著名京劇青衣陳德霖學戲，与王琴侬、梅兰芳、姜妙香、王蕙芳、姚玉芙并称陈德霖的六大弟子。十四岁时开始在三庆班借台演出了第一出戏《祭塔》，专攻青衣；後在小鴻奎科班。曾任清朝“内廷供奉”，常出入紫禁城，为皇族演唱。1906年入同庆班与譚鑫培长期合作。出演《汾河湾》、《武家坡》等剧时，两人都能别出心裁，追求新意，使当时观众折服。1909年挑班演出，与谭鑫培并称梨园汤武。艺术上善于革新、发展，排演旧戏，常改腔、改做工、改扮相、改戏词、改情节，使旧戏面目焕然一新。并能自编新戏。其新编、改编剧目有《棋盘山》、《金猛关》、《万里缘》、《穆天王》、《庚娘传》、《琵琶缘》；在表演方面，他对京剧艺术的丰富、发展起了重要的作用。首先他打破传统，集青衣、刀马旦、花旦之长，创造了一种新行当——花衫，被戏曲理论家徐凌霄誉为“非青衣、非花旦、卓然自成一宗”，世称“王（瑶卿）派”。在刀马旦的行当中，他废除了踩跷，改穿薄底靴。又以善创新腔著称。长期在北京演出，1926年后，45岁左右因嗓子“塌中”脱离舞台，从事教育工作。“四大名旦”及張君秋、杜近芳等均曾受业于他。1930年代以后的京剧旦行演员大多出于王门，在京剧界被尊为“通天教主”。后在中华戏曲专科学校，国剧传习所任教。
1949年北京一解放，戏剧家田汉按中国共产党的指示，接管了国民革命军第208师的“四维剧校”，建立新中国第一所戏曲学校。建校伊始，校长田汉即聘王瑶卿等著名老艺师到校。中华人民共和国成立后，为文化部戏曲改进局戏曲实验学校名誉教授，北京市文联理事，任中国戏曲学校顾问，中国文联委员。1951年后任中国戏曲学校校长，其授课论艺部分制有唱片，题名《王瑶卿说戏》。老舍建国后与其有往来，并在演讲中以王瑶卿为例勉励曲艺工作者要创造新腔。
1954年6月3日下午4时去世。

## 演出劇目
- 《南天門》
- 《汾河灣》
- 《桑園寄子》
- 《寶蓮燈》
- 《御碑亭》
- 《四郎探母》
- 《法門寺》
- 《珠簾寨》
- 《雁門關》
- 《梅玉配》
- 《大登殿》

## 脚注
1. ↑  . 人民日报. 1954年6月6日: 第3版.